# Murad Laiti
Murad Laiti es un deportista marroquí que compitió en judo. Ganó una medalla de bronce en el Campeonato Africano de Judo de 2005, en la categoría de –100 kg.

## Palmarés internacional
| Campeonato Africano | Campeonato Africano          | Campeonato Africano | Campeonato Africano |
| Año                 | Lugar                        | Medalla             | Categoría           |
| ------------------- | ---------------------------- | ------------------- | ------------------- |
| 2005                | Puerto Elizabeth (Sudáfrica) | Medalla de bronce   | –100 kg             |